# أليكساندر باجينوف
أليكساندر باجينوف (بالروسية: Баженов, Александр Юрьевич)‏ هو دراج روسي، ولد في 26 أبريل 1981 في كومسومولسك في روسيا.

## وصلات خارجية
- أليكساندر باجينوف على موقع الاتحاد الدولي للدراجات (الإنجليزية)
- أليكساندر باجينوف على موقع أرشيف الدراجات (الإنجليزية)
- أليكساندر باجينوف على موقع نسبة الدراجات (الإنجليزية)